# Саргсян, Карине
Карине Володьевна Саргсян (арм. Կարինե Սարգսյան; род. 13 мая 1976, Кировакан, Гугаркский район) — армяно-австрийский врач, генетик, эксперт по научному менеджменту, почётный профессор ЕГМУ, президент ESBB, эксперт ВОЗ и ARICE, научный директор онкобанка рака в Седарс-Синайском медицинском центре (Лос-Анджелес).
Основательница одного из крупнейших клинических биобанков в мире и крупнейший в Европе (25 миллионов биообразцов), Международный биобанк Медицинского университета Граца, Австрия, о так же исполнительный директор и директор по управлению образованием (2007—2019). Карине Саргсян является научным руководительом и преподавательом магистерской программы «Человекоориентированный искусственный интеллект и машинное обучение в биобанкинге и медицине» в медицинском университете Граца, о так же ответственная научных исследований, образовательных программ и программ изучения биопрепаратов. Она также является пионером в прогнозировании влияния искусственного интеллекта на будущее, о чем говорит на различных платформах. Этому посвящена вышедшая в 2023 году книга «Разум будущего. Мир в 2050 году…».
По ее инициативе с 2016 года она стала первым лектором магистерской программы «Биобанкинг» по Болонским стандартам.
С ноября 2017 года онa также является приглашенным профессором кафедры медицинской генетики Ереванского государственного медицинского университета имени Мхитара Гераци.
Преподает в 19 странах мира. Оказывает экспертную поддержку онкологическому центру Вьетнама, Биобанку Катара, научным центрам Германии, Кипра и других стран мира.

## Биография
Карине Саргсян родилась 13 мая 1976 г. в городе Ванадзор в семье армянских педагогов. В 1992 году с золотой медалью окончила Ванадзерскую среднюю школу № 5 имени Ваана Теряна и поступила в Ереванский медицинский университет имени Мхитара Гераци. Получив в 1998 году звание врача-педиатра, в 1999—2000 годах прошла специальное педиатрическое обучение в Ереванской республиканской детской больнице (ныне клиника Арабкир).
Второе высшее образование получила на кафедре практической психологии Ереванского государственного университета.
За годы работы педиатром она начал вести масштабную научно-исследовательскую работу. В 2004 году выиграла международный научный грант и была приглашена в Медицинский университет Граца, Австрия. В январе 2005 года Карине Саргсян переехала в Австрию. Там, в университетской детской клинике она работала в отделении гастроэнтерологии и научной лаборатории. В Штирии она занималась изучением детского ожирения.
В 2007 году она заняла должность директора-основателя Биобанка Граца, который быстро стал одним из лучших и наиболее признанных биобанков в мире. 2007—2019 гг. была исполнительным директором Биобанка Медицинского университета Граца (Biobank Graz) и базы биоданных. С 2019 г. до сих пор она является исполнительным директором международного биобанкинга и образовательных программ Медицинского университета Граца

## Научный менеджмент
2009—2011 годах заняла должность научного директора Competence Centre K BioPersMed по биомаркерам в персонализированной медицине в Центре «K». Competence Centre K BioPersMed, считается одной из самых конкурентоспособных «программ грантов для стартапов» Австрийского агентства содействия исследованиям (FFG). С 2016 года является заместителем директора по научной работе и преподавателем (профессором) магистерской программы «Биобанкинг» в Граце.
В 2016 году «Международная премия в области наук о жизни» признала Биобанк Граца «Лучшей европейской исследовательской организацией в области здравоохранения» с около 300 научными проектами в год.
С ноября 2017 года Карине Саргсян стала приглашенным профессором кафедры медицинской генетики Ереванского государственного медицинского университета.
В январе 2023 г. назначена научным директором онкобибанка медицинского центра Cedars Sinai (Лос-Анджелес).
Карине Саргсян курировала десятки крупномасштабных грантовых программ ЕС «Horizon 2020», а также программы по организации и управлению исследованиями рака, сотрудничая с партнёрами в более чем 33 различных областях. Например:
- Биобанк Кипра (CY-Biobank)
- Биобанк Армении (ARICE).

Инициировала первую сертифицированную в Болонье магистерскую программу по биобанкингу и читала лекции по аналогичным программам по всей Европе и на Ближнем Востоке.
Принимала участие в проекте «Обеспечение качества и гармонизация во Всемирном биобанке» в качестве эксперта и является соавтором норм стандартов ISO для биобанков (ISO 20387). Инициировала гармонизацию данных у разных наций путём внедрения новых методов искусственного интеллекта и машинного языка (AI и ML), используемые в биобанках данных, и стала соавтором университетского курса «Человекоцентрированный искусственный интеллект и машинное обучение в медицине».
У неё много институциональных обязанностей, таких как консультант Азиатского когортного консорциума — Международного консорциума по эпидемиологии рака печени (ACC — ILCEC), консультант по онкологическим исследованиям во Вьетнаме, консультант по образовательной деятельности в Биобанке Катара, Немецкое космическое агентство, член SEAB в BBMRI Польши и многие другие.
Она является соавтором стандартов Международного общества биологических и экологических хранилищ (ISBER). Также с 2010 года является главой образовательной рабочей группы Общества биоконсервации и биобанкинга Европы, Ближнего Востока и Африки (ESBB). 2022—2023 гг. была президентом ESBB.
Кроме того, она является наставником приглашённых врачей Американско-австрийского фонда (в рамках программы практического опыта в Граце).

### Другие платформы
Карине Саргсян затрагивает исследования будущего в своих лекциях, а также в публичных выступлениях на TEDx, а также на Всемирных экономических форумах Давоса. Она автор книги «Разум будущего. Мир в 2050 году…».
Карине Саргсян организатор TEDx, а также спикер. Карине Саргсян рассказывает о том, что происходит, когда мы отказываемся от того, что любим, и какое влияние война оказывает на нашу планету и климат.
Она читает лекции в учебных заведениях 19 стран мира, в том числе:
- Седарс-Синайский медицинский центр (Лос-Анджелес, США)
- Магистерский курс Биобанкинга, Медицинский университет Граца (Грац, Австрия)
- Магистерский курс Биобанков и комплексного управления данными, Медицинский университет Граца (Грац, Австрия)
- Университет Лазурного берега — Côte d’Azur University (Ницца, Франция)
- Институт медицинской генетики ЕГМУ (Ереван, Армения).

## Награды и призы
Карине Саргсян удостоена ряда наград, в том числе:
- В 2009 г. — «Премия академического менеджмента Биобанка Граца».
- В 2014 г. — «Премия ESBBs RBYC. Биобанк года 2014» [«Награда за исследование биобанка года. 2014 Биобанк Года»]
- В 2016 г. — «Healthcare & Life Sciences Awards 2016». Премия «Самый выдающийся академический биобанк»
- В 2016 году «International Life Sciences Awards 2016». Лучший европейский академический биобанк", награда [«International Life Sciences Awards 2016: Лучший европейский университетский биобанк»].
- Она является почётным профессором Вьетнамского университета.
- Почётный доктор-профессор и приглашённый преподаватель ЕГМУ.

## Биобанк в Армении
При поддержке Twinning была создана Инфраструктура исследований рака в Армении (ARICE — Armenian Research Infrastructure on Cancer Research), основанная на очень высоком уровне заболеваемости и смертности от рака.
Карине Саргсян руководит проектом ARICE, которая реализуется с 2020 года совместно с кафедрой генетики ЕГМУ и компанией Twinning в сотрудничестве с ведущими организациями в этой области: Медицинский университет Граца, Австрия, Университет Карле, Чехия и IARC, Франция (Международное агентство по исследованию рака). Кроме того, было облегчено распространение компетенций на институциональном, национальном и региональном уровнях.
Наличие ARICE увеличит возможности исследовательской инфраструктуры в области исследований рака в Армении для интеграции мощного патологоанатомического и геномного фона.

## Личная жизнь
Карине Саргсян замужем за Варданом Кюрумяном, который тоже родился в Ванадзоре. Он окончил Ереванский политехнический институт. Работает инженером и менеджером по продажам. У них есть дочь Астхик Кюрумян. Астхик — спикер TEDx и сценограф. Она является постоянным членом ассоциации «Самые умные люди мира» (Mensa International) с 15 лет.